# Elena Gil González
Elena Gil González (Madrid, 1989) és un advocada, consultora i professora universitària, experta en Dret digital, privacitat i protecció de dades.
Va cursar la doble llicenciatura en Dret i Administració i Direcció d'Empreses (ADE) en la Universitat Carles III de Madrid. Després va cursar un curs de postgrau en Big Data en la Cambra de Comerç de Madrid i un altre postgrau en Estudis Internacionals en la Societat d'Estudis Internacionals.
Es va doctorar en la Universitat CEU San Pablo en 2021, sota la direcció doctoral de José Luis Piñar, catedràtic i ex director de l'Agència Espanyola de Protecció de Dades (AEPD), amb la tesi "L'interès legítim en el tractament de dades personals massives".
És col·laboradora amb El País i altres mitjans de comunicació, com a jurista experta en dret digital i protecció de dades.